# Mandelring Quartett
Das Mandelring Quartett ist ein deutsches Streichquartett aus Neustadt an der Weinstraße.

## Geschichte
Das Mandelring Quartett wurde im Jahr 1983 gegründet und besteht heute aus den Geschwistern Sebastian, Nanette und Bernhard Schmidt sowie dem befreundeten Andreas Willwohl.
Sie gewannen große Wettbewerbe, wie zum Beispiel den Premio Paolo Borciani und den Münchner ARD-Wettbewerb und spielen seitdem Konzerte in vielen bekannten Konzertsälen auf der ganzen Welt. Sie unternehmen Konzertreisen beispielsweise nach Amsterdam, Brüssel, London, Madrid, Paris und Wien und treten regelmäßig bei ihren Tourneen in Metropolen weltweit auf.
Außerdem spielen sie bei Festivals wie dem Rheingau Musik Festival, dem Schleswig-Holstein Musik Festival, beim Kammermusikfest Lockenhaus und dem Montpellier Festival, den Festivals in Kuhmo, den Engadiner Konzertwochen sowie bei den Salzburger Festspielen und den Harzburger Musiktagen.
Das Mandelring Quartett nahm zahlreiche CDs auf, die mehrmals den Preis der deutschen Schallplattenkritik gewannen sowie für den Cannes Classical Award nominiert wurden. Beispielsweise erhielten die Aufnahmen der Streichquartette von Schostakowitsch wie auch die Gesamtaufnahme der Streicherkammermusik von Felix Mendelssohn Bartholdy viele Preise; auch die Fachpresse äußerte sich ausschließlich positiv.
Das Mandelring Quartett ist Gründer und künstlerischer Leiter des Kammermusik-Festivals Hambacher Musikfest, das jährlich in Hambach an der Weinstraße stattfindet. Außerdem gestaltet das Quartett eigene Konzertzyklen in der Berliner Philharmonie und in seiner Heimatstadt Neustadt an der Weinstraße.

## Diskografie
| Jahr | Titel                                                            | Komponisten                                | Label        | zusätzliche Mitwirkende                               |
| ---- | ---------------------------------------------------------------- | ------------------------------------------ | ------------ | ----------------------------------------------------- |
| 1990 | „Letzte Kapitel“                                                 | Berthold Goldschmidt                       | Largo        |                                                       |
| 1992 | „Früher“ und „Später“                                            | Berthold Goldschmidt                       | Largo        |                                                       |
| 1994 | „Retrospectrum“                                                  | Berthold Goldschmidt                       | Largo        |                                                       |
| 1993 | Konzert für Violine und Streichquartett                          | Allan Pettersson                           | CPO          | Ulf Hoelscher, Violine                                |
| 1997 | Vol.1 Onslow Streichquartette                                    | George Onslow                              | CPO          |                                                       |
| 1997 | Vol.2 Onslow Streichquartette                                    | George Onslow                              | CPO          |                                                       |
| 2000 | Vol.3 Onslow Streichquartette                                    | George Onslow                              | CPO          |                                                       |
| 2003 | Vol.4 Onslow Quintett+Nonett                                     | George Onslow                              | CPO          | Ma'alot Quintett, Wolfgang Güttler                    |
| 1998 | Brahms und Franck Klavierquintette                               | Johannes Brahms, César Franck              | BellaMusica  | Kalle Randalu, Klavier                                |
| 1999 | Haydn und Mendelssohn-Bartholdy Streichquartette                 | Joseph Haydn, Felix Mendelssohn Bartholdy  | Selbstverlag |                                                       |
| 2003 | Schubert Streichquartette Vol.1                                  | Franz Schubert                             | Audite       |                                                       |
| 2005 | Schubert Streichquartette Vol.2                                  | Franz Schubert                             | Audite       |                                                       |
| 2005 | Schubert Streichquartette Vol.3                                  | Franz Schubert                             | Audite       |                                                       |
| 2004 | Brahms und Zeitgenossen Vol.1                                    | Johannes Brahms, Friedrich Gernsheim       | Audite       |                                                       |
| 2007 | Brahms und Zeitgenossen Vol.2                                    | Johannes Brahms, Heinrich von Herzogenberg | Audite       |                                                       |
| 2007 | Brahms und Zeitgenossen Vol.3                                    | Johannes Brahms, Felix Otto Dessoff        | Audite       |                                                       |
| 2006 | Dmitri Schostakowitsch Streichquartette Vol.1                    | Dmitri Schostakowitsch                     | Audite       |                                                       |
| 2007 | Dmitri Schostakowitsch Streichquartette Vol.2                    | Dmitri Schostakowitsch                     | Audite       |                                                       |
| 2008 | Dmitri Schostakowitsch Streichquartette Vol.3                    | Dmitri Schostakowitsch                     | Audite       |                                                       |
| 2009 | Dmitri Schostakowitsch Streichquartette Vol.4                    | Dmitri Schostakowitsch                     | Audite       |                                                       |
| 2009 | Dmitri Schostakowitsch Streichquartette Vol.5                    | Dmitri Schostakowitsch                     | Audite       |                                                       |
| 2010 | Robert Schumann Klavierquartett/Klavierquintett                  | Robert Schumann                            | Audite       | Claire-Marie Le Guay, Klavier                         |
| 2010 | Leoš Janáček Streichquartette                                    | Leoš Janáček                               | Audite       | Gunter Teuffel, Viola d’amore                         |
| 2012 | Felix Mendelssohn Bartholdy Die Kammermusik für Streicher Vol. 1 | Felix Mendelssohn Bartholdy                | Audite       |                                                       |
| 2012 | Felix Mendelssohn Bartholdy Die Kammermusik für Streicher Vol. 2 | Felix Mendelssohn Bartholdy                | Audite       |                                                       |
| 2013 | Felix Mendelssohn Bartholdy Die Kammermusik für Streicher Vol. 3 | Felix Mendelssohn Bartholdy                | Audite       | Quartetto di Cremona                                  |
| 2014 | Felix Mendelssohn Bartholdy Die Kammermusik für Streicher Vol. 4 | Felix Mendelssohn Bartholdy                | Audite       | Gunter Teuffel, Viola                                 |
| 2016 | Johannes Brahms Die Streichquintette                             | Johannes Brahms                            | Audite       | Roland Glassl, Viola                                  |
| 2017 | Johannes Brahms Die Streichsextette                              | Johannes Brahms                            | Audite       | Roland Glassl, Viola; Wolfgang Emanuel Schmidt, Cello |